# Frente Farabundo Martí para la Liberación Nacional
Frente Farabundo Martí para la Liberación Nacional (FMNL) er et socialistisk og marxistisk parti i El Salvador. 
Det er en tidligere revolutionær guerilla-organisation. FMLN blev omdannet til et enhedsparti den 10. oktober 1980 med forskellige venstrefløjs guerillagrupper såsom Det marxistiske "de Fuerzas Populares de Liberación Farabundo Martí" (FPL), Socialistiske "Ejército Revolucionario del Pueblo" (ERP), Socialistiske "de Resistencia Nacional" (RN), 
kommunistiske "Partido Comunista Salvadoreño" (PCS) og Socialistiske "Partido Revolucionario de los Trabajadores Centroamericanos" (PRTC). 
Efter fredsaftalen blev underskrevet i 1992, blev alle væbnede FMLN grupper lavet om til et lovligt politisk parti. FMLN er i dag en af de to største politiske partier i El Salvador. 
I valget den 15. marts 2009 vandt FMLN præsidentvalget med den tidligere journalist Mauricio Funes som kandidat.
| Politik | Spire Denne artikel om politik og ideologi er en spire som bør udbygges. Du er velkommen til at hjælpe Wikipedia ved at udvide den. |